# 綾瀬郵便局

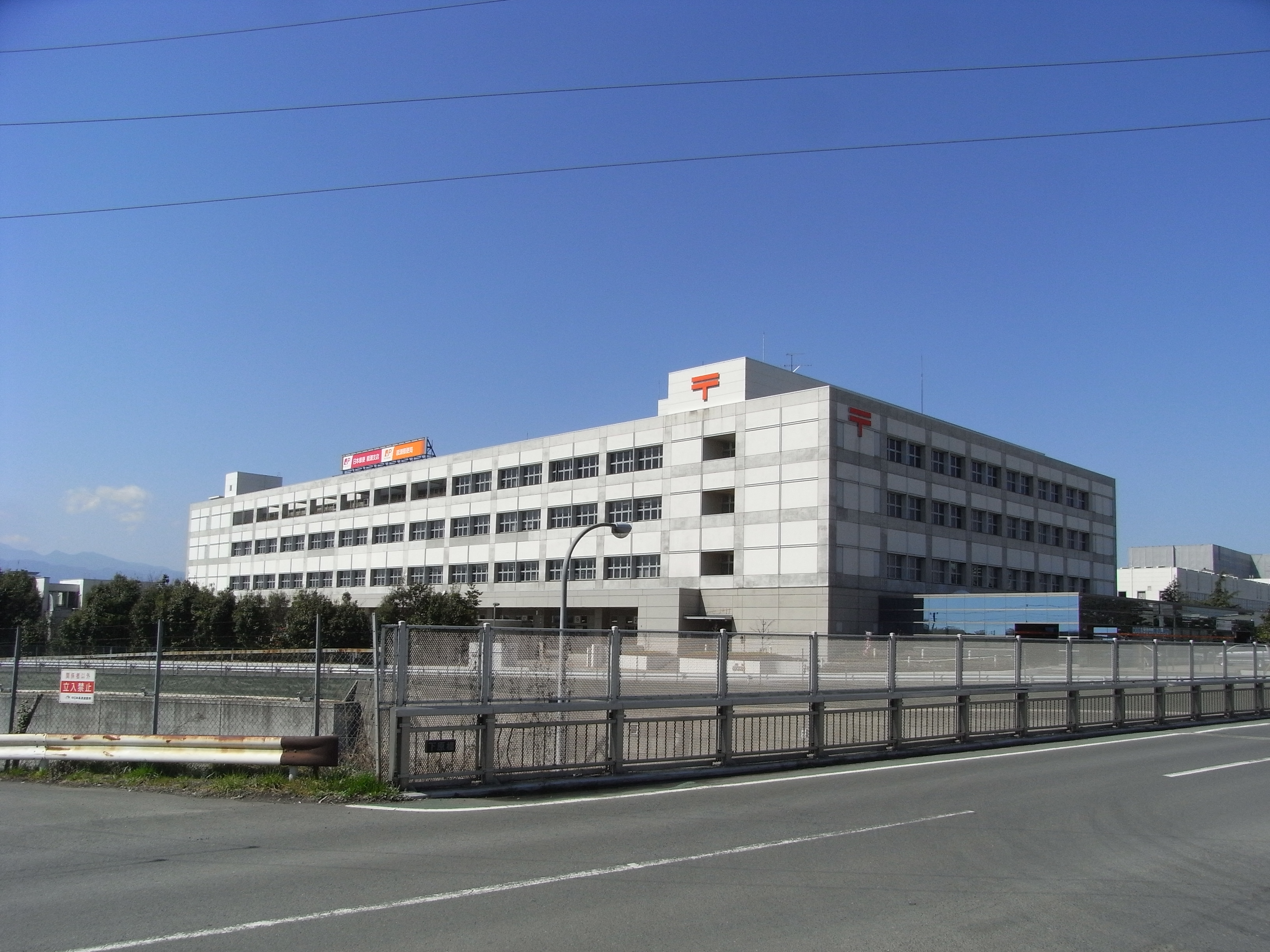
東名高速道路沿いにある綾瀬郵便局。その業務上、比較的大型な局舎となっている。

綾瀬郵便局（あやせゆうびんきょく）は、神奈川県綾瀬市にある郵便局である。民営化前の分類では集配普通郵便局であった。

## 概要
住所：〒252-1199 神奈川県綾瀬市小園698-7

## 沿革
- 1999年（平成11年）6月28日 - 開局[1][2]。横浜郵便集中局から郵便番号の上2桁が24の地域、平塚郵便局から郵便番号の上2桁が25の地域の地域区分局業務をそれぞれ移管。また、藤沢北郵便局から綾瀬市内の集配業務を移管。
- 2000年（平成12年）8月14日 - 外国通貨の両替および旅行小切手の売買に関する業務の取扱を開始。
- 2007年（平成19年）10月1日 - 民営化に伴い、併設された郵便事業綾瀬支店に一部業務を移管。
- 2010年（平成22年）4月1日 - 郵便番号変更に伴い相模原市と座間市の統括業務を横浜神奈川支店から郵便事業綾瀬支店へ移管。これに伴い、両市の郵便番号の上2桁を19及び22から25に変更。
- 2012年（平成24年）10月1日 - 日本郵便株式会社発足に伴い、郵便事業綾瀬支店を綾瀬郵便局に統合。
- 2016年（平成28年）6月13日 - ゆうゆう窓口の24時間営業を廃止。
- 2017年（平成29年）8月21日 - 海老名郵便局から「243-04xx」区域の集配業務を移管[3][4]。
- 2017年（平成29年）9月17日 - 地域区分局業務を神奈川西郵便局に移管[5]。

## 取扱内容
- 郵便、印紙、ゆうパック、内容証明
- 貯金、為替、振替、振込、国際送金、外貨両替、国債、投資信託
- 生命保険、バイク自賠責保険、自動車保険
- ゆうちょ銀行ATM
- 綾瀬市全域（〒252-11xx）・海老名市全域（〒243-04xx）の郵便物、および大和市全域（〒242-xxxx）の小包郵便物（着払い・代金引換・書留・税付国際・保険付国際を除く）の集配業務
- ゆうゆう窓口

## 周辺
- 相鉄バス綾瀬営業所（綾瀬車庫バス停）
- 東名高速道路 綾瀬SIC/東名綾瀬バス停
- 神奈川県道42号藤沢座間厚木線
- 小園団地（住宅団地）
- 早川工業団地

## アクセス
- 相鉄バス 綾瀬車庫停留所下車徒歩約5分
- 相鉄バス 東名綾瀬停留所下車徒歩約5分
- 東名ハイウェイバス、小田急ハイウェイバス東名綾瀬停留所下車徒歩約5分
- 東名高速道路 綾瀬SICから西へ約300m
- 駐車場あり：25台